# Силахдар
Силахта́р (телугу Silahtar) — оруженосец при дворе султана в Османской империи, сопровождал султана на различных церемониях и отвечал за оружие и арсенал.

## История
Должность силахтара получила распространение в Государстве Сельджукидов и Мамлюкском султанате, где они отвечали за хранение оружия, сопровождали султана на церемониях и находились позади трона, на котором сидел султан. Силахтары появились в Османской империи при султане Баязиде I. Должность силахтар-аги была одной из высших дворцовых должностей после капыджи-аги.
В обязанности силахтара-аги и силахдаров входило отвечать за сохранность оружия и арсенала, присутствие на церемониях и идти позади султана во время его прогулок, держа на левом плече меч. Силахдар-ага носил красную бархатную верхнюю одежду с драпировкой, тяжёлый и усыпанный жемчугом кафтан и пояс с двойными заклёпками, которым была обтянута его талия. Силахтары входили в структуру османской армии, составляя роту кавалерии в капикулы. Во время военных походов силахтары шли позади султана, защищая султана с тыла во время сражений и занимали позицию выше кавалерийской роты.
В правление Мустафы II великий визирь Чорлулу Дамат Али-паша реорганизовал силахтаров, передав силахтару-аге обязанности капыджи-аги. Таким образом он стали равным камергеру. Теперь в обязанности силахтара-аги входила организация церемоний и праздников и обучение в Эндеруне. В 1831 году султан Махмуд II упразднил должность силахтара-аги, чьи обязанности были переданы управляющему казначейством (хазине-кетхудаси).